# Eberswalder Goldschatz

Nachbildung des Schatzes im Museum Eberswalde

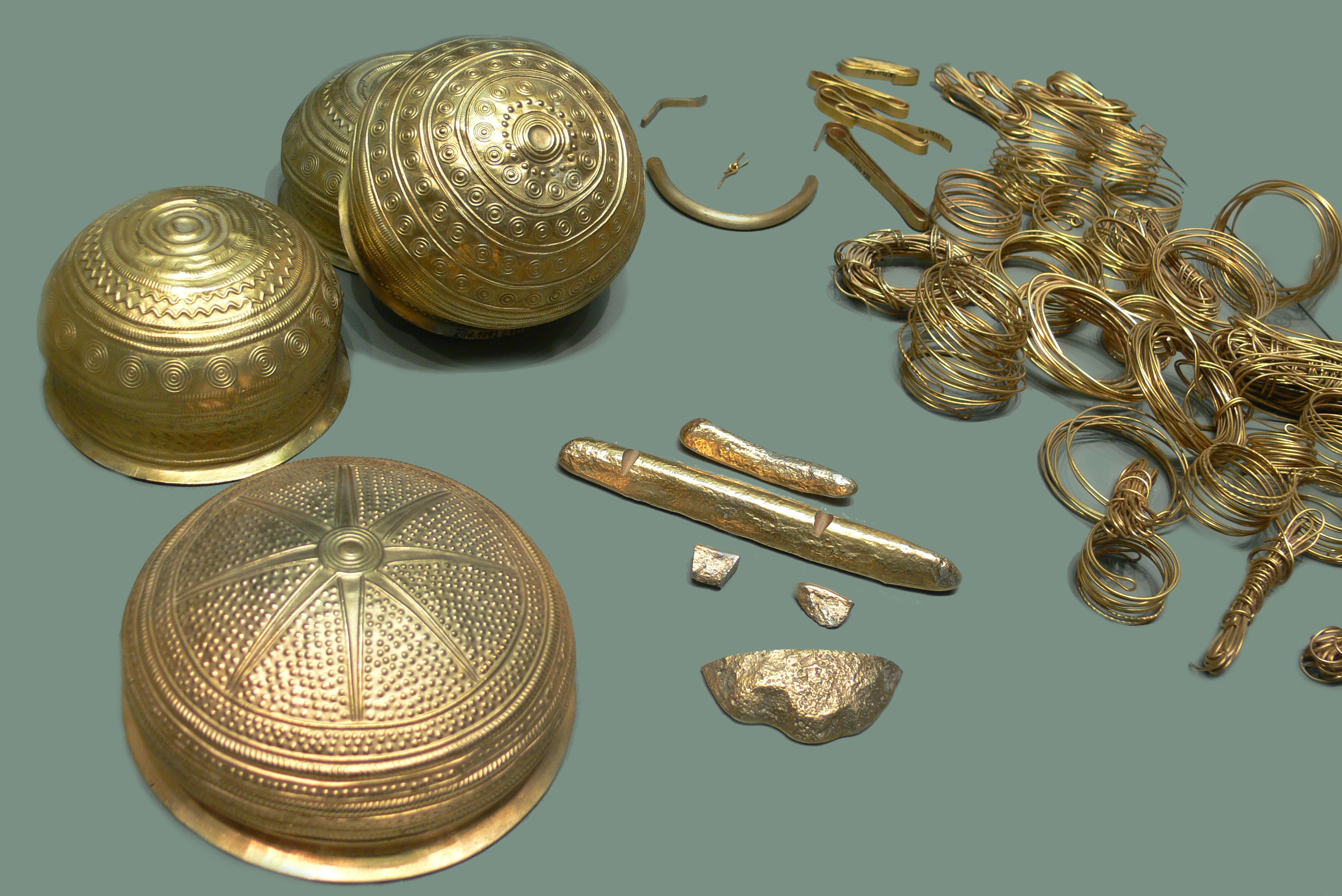
Teile des Goldfunds von Eberswalde (Nachbildung; Museum für Vor- und Frühgeschichte Berlin)

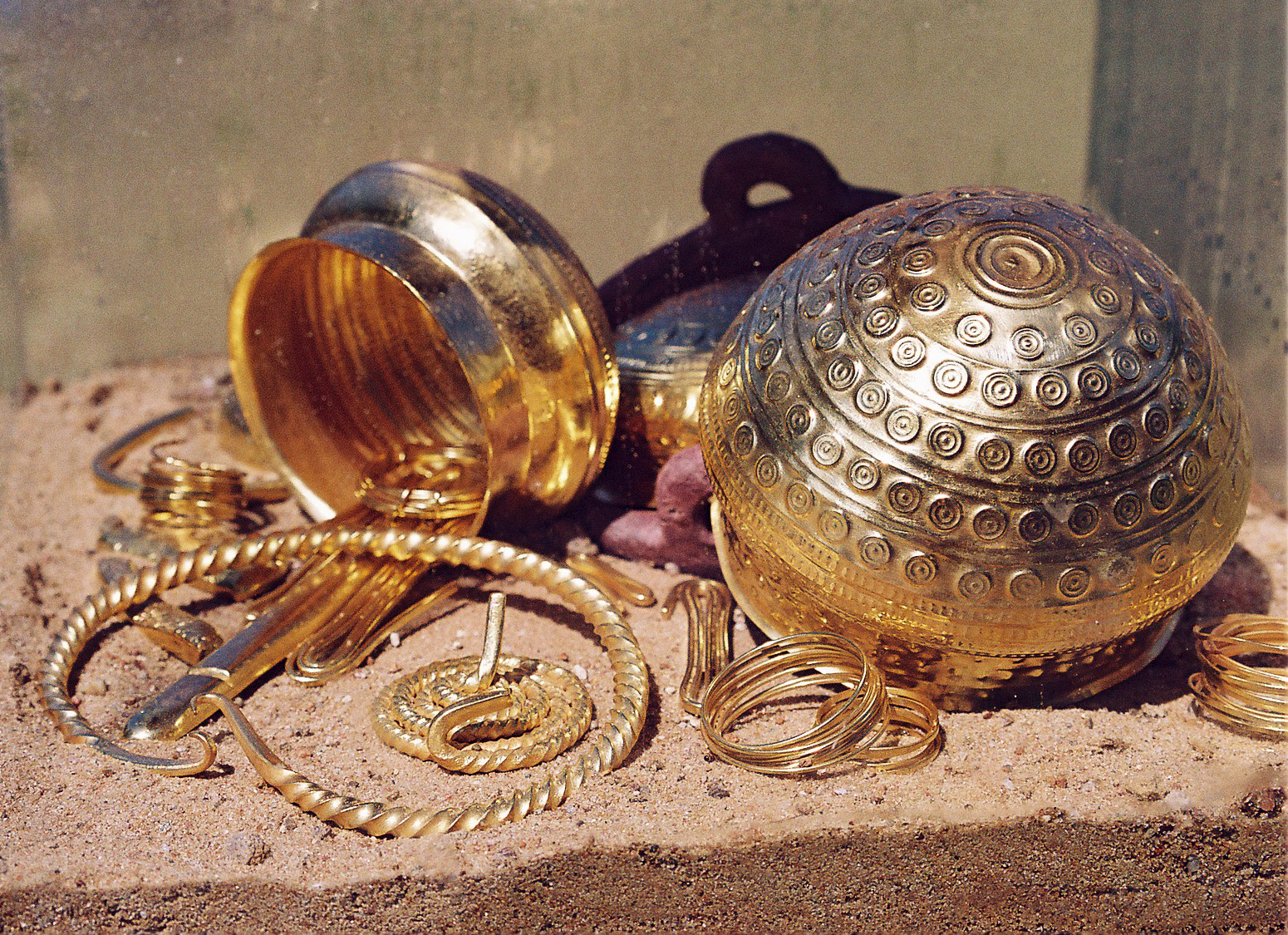
Nachbildung des Schatzes, ausgestellt am Fundort

Der Schatz von Eberswalde ist ein Goldschatz von 2,59 kg Gewicht. Er wurde 1913 in der Messingwerksiedlung, heute ein Ortsteil im Westen von Eberswalde, in Brandenburg, entdeckt. Er gilt als bedeutendster mitteleuropäischer Bronzezeitfund und ist der größte vorgeschichtliche Goldfund in Deutschland. Er ist ein Teil der Beutekunst in Russland.
Der Schatz stellt möglicherweise das Lager eines Kaufmanns dar. Neue Forschungen gehen davon aus, dass sich die Pretiosen einst im Besitz einer hochgestellten Persönlichkeit befanden. Der Schatz wird auf das 10. oder 9. Jahrhundert v. Chr. datiert und fällt in die Periode der mitteleuropäischen Spätbronzezeit.

## Zusammensetzung
Der Depotfund wurde in einem bauchigen Tongefäß mit Deckel gelagert. In ihm waren acht goldene Schalen enthalten, in denen sich wiederum 73 Goldgegenstände befanden. Bei den Schalen handelt es sich um dünnwandige, getriebene Goldgefäße mit zahlreichen Ornamentverzierungen. Die weiteren Fundstücke waren Halsringe, Armbänder, Spangen und 60 Armspiralen (Drähte). 55 Doppelspiralen waren zu Bündeln zusammengeschnürt. Ein Goldbarren, ein Metallstück in Form eines Schmelztiegels sowie zwei kleinere Stücke dienten anscheinend als Rohmaterial.

## Fundgeschichte
Der Hortfund wurde auf dem Gelände der Messingwerksiedlung, einer damals noch selbständigen Gemeinde in der Nähe der Gemeinde Heegermühle, bei Ausschachtungsarbeiten entdeckt.
1913 hatte die Firma „Hirsch Kupfer- und Messingwerke A.G.“ das renommierte Berliner Architekturbüro Mebes und Emmerich mit verschiedenen Neu- und Umbauten in Messingwerk beauftragt. Schon vor der offiziellen Baugenehmigung für das erste Projekt, ein Arbeiterwohnhaus auf dem heutigen Gustav-Hirsch-Platz, begannen die Schachtarbeiten. Dabei stieß am 16. Mai 1913 ein Arbeiter in einem Meter Tiefe mit dem Spaten auf einen Tontopf mit Deckel. Dieser zerbrach und es kamen goldglänzende Gegenstände zum Vorschein. Der Maurerpolier meldete den Fund der Firmendirektion.
Den Wert der 81 Fundstücke schätzte man damals auf 9.000–10.000 ℳ (entspricht heute etwa 59.000–66.000 EUR). Der Finder erhielt eine Belohnung in Höhe von 500 ℳ (entspricht heute etwa 3.000 EUR).
Anfangs wurde in der Messingwerksiedlung der Eberswalder Goldschatz ausgestellt,  zehn Besucher konnten sich jeweils den Schmuck ansehen.
Die Gürtelplatte von Heegermühle war 23 Jahre zuvor in der Nähe gefunden worden.

## Verkauf, Beschlagnahmung und Kunstraub
Der in Berlin lebende Seniorchef, Aron Hirsch, benachrichtigte Carl Schuchhardt, den Direktor der Vorgeschichtlichen Abteilung der Königlichen Museen in Berlin, der den Schatz begutachtete. Schuchhardt registrierte 81 Stücke, er taxierte den Wert des Schatzes auf 20 000 Goldmark. Damit der Schatz vollständig ihm gehören konnte, zahlte Aron Hirsch den Findern – bestehend aus dem Maurerpolier, seinen Nächststehenden und den restlichen Arbeitern der Kolonne – insgesamt die Hälfte des Schätzwertes.
Am 23. Mai 1913 empfing Kaiser Wilhelm II. Aron Hirsch, den Seniorchef der Messingwerke Aron Hirsch & Sohn, sowie Carl Schuchhardt, die beide einen Vortrag über den Fund hielten. Aron Hirsch schenkte den gesamten Fund dem Kaiser, der „über das Geschenk sichtlich erfreut war, und bestimmte, daß die Goldfunde später zur öffentlichen Besichtigung ausgestellt werden“. Im Juni 1913 wurde der Schatz im Berliner Stadtschloss ausgestellt, der Archäologe Schuchhardt verwahrte ihn für die Forschung im Völkerkundemuseum. Der bürokratische Kampf zwischen dem Forscher und der kaiserlichen Verwaltung wurde durch den Ersten Weltkrieg unterbrochen.
1918 wurde nach der Abdankung des Kaisers der Goldschatz den Staatlichen Museen übertragen, von 1922 an wurde er in einer Dauerausstellung des Völkerkundemuseums im Martin-Gropius-Bau gezeigt. Anfang des Zweiten Weltkrieges wurde der Eberswalder Goldschatz zunächst in der Preußischen Staatsbank eingelagert, ab November 1941 im Flakturm Zoo.
Der Museumsdirektor Wilhelm Unverzagt übergab unter Zwang 1945 nach Kriegsende den Eberswalder Goldschatz, den Schatz des Priamos und andere Kulturgüter der Roten Armee. Zwischen 1956 und 1958 gab die Sowjetunion etliche Stücke zurück. Dass die Schätze von der Roten Armee als Kriegsbeute in die Sowjetunion transportiert wurden, stritt die sowjetische Seite jahrzehntelang ab. Sie galten als verschollen oder zerstört.
Nachdem Boris Jelzin den Besitz des Schatzes des Priamos eingeräumt hatte, wurde auch der Besitz des Schatzes von Eberswalde nicht mehr geleugnet. Eine Reporterin von Spiegel TV machte den verschollenen Eberswalder Goldschatz 2004 nach mehrmonatiger Recherche im Moskauer Puschkin-Museum in einem Geheimdepot ausfindig. Mit den Beutekunstgesetzen nach 2005 machte Russland diese Beutekunst als Reparationsleistung geltend.
Erstmals seit 1941 wurde der originale Eberswalder Goldschatz 2013 im Rahmen einer umfangreichen Bronzezeitausstellung in der Eremitage in Sankt Petersburg ausgestellt. Rückgebeverhandlungen hatten im Oktober 2023 noch kein Ergebnis.

## Nachbildungen
Die Nachbildungen am Fundplatz stammen vom Eberswalder Metallbildhauer Eckhard Herrmann. Weitere Nachbildungen der Schalen sowie vom Angermünder Goldschmied Wilfried Schwuchow ausgeführte Duplikate der restlichen Einzelstücke befinden sich im Museum Eberswalde.
Seit Oktober 2009 wird eine weitere Kopie des Goldschatzes in der dritten Etage des Neuen Museums auf der Berliner Museumsinsel gezeigt.

## Vergleich mit Funden aus Spanien
Vergleich einer der Eberswalder Schalen mit zeitgenössischen Schalen aus den spanischen Provinzen Guipúzcoa und Alicante.

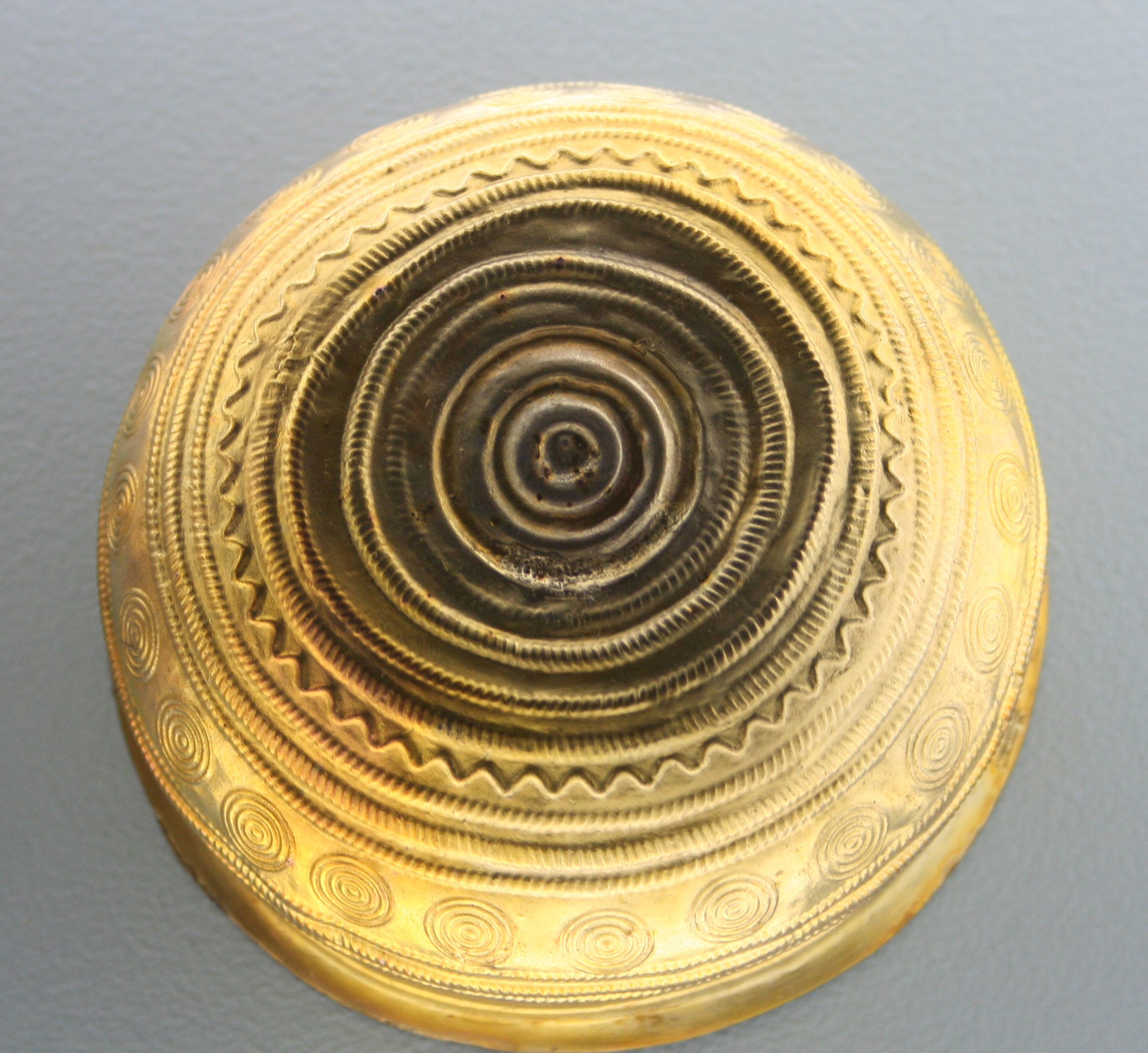
Eberswalder Goldschatz (Nachbildung)
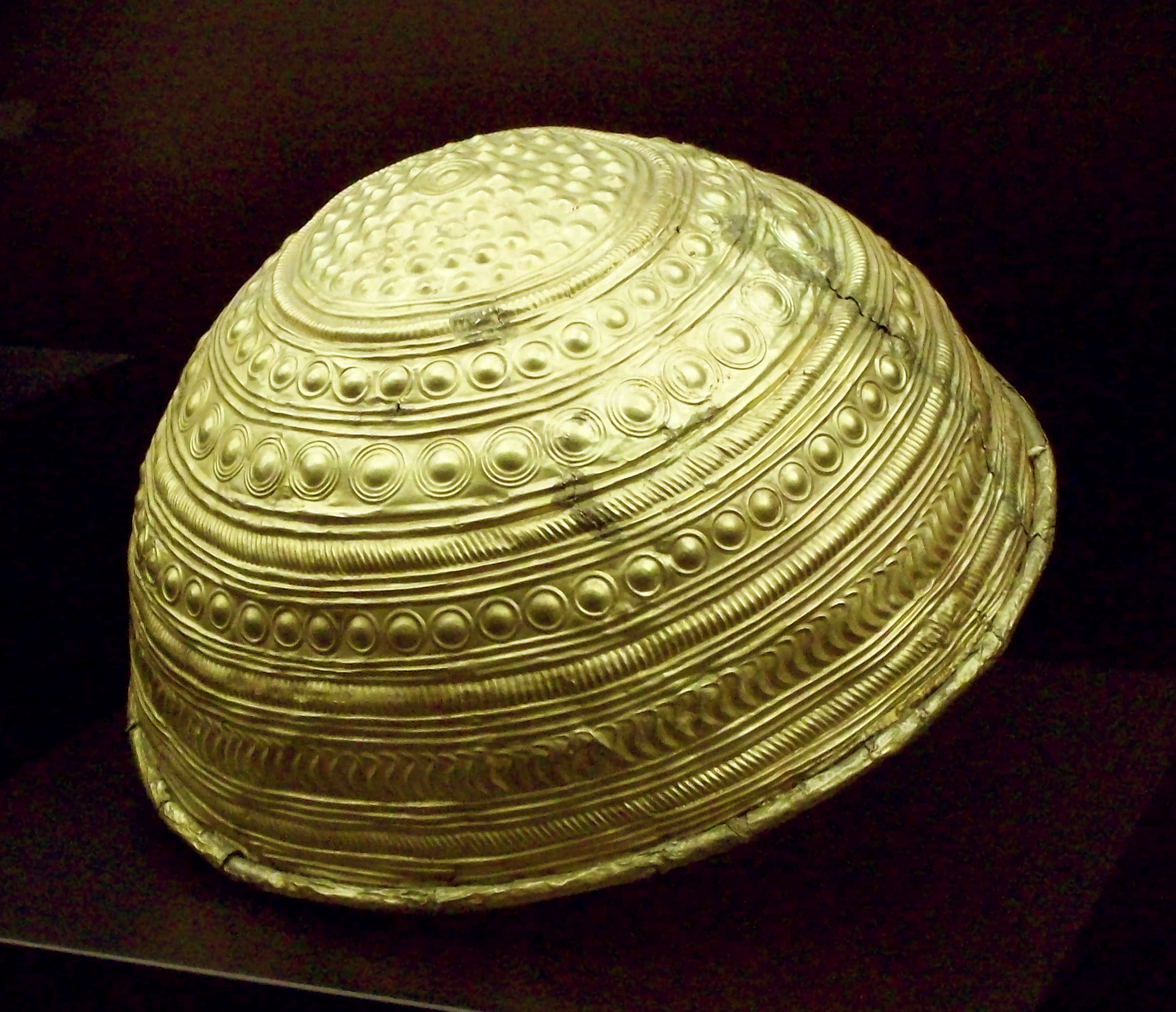
Goldschalen von Axtroki (Guipúzcoa)
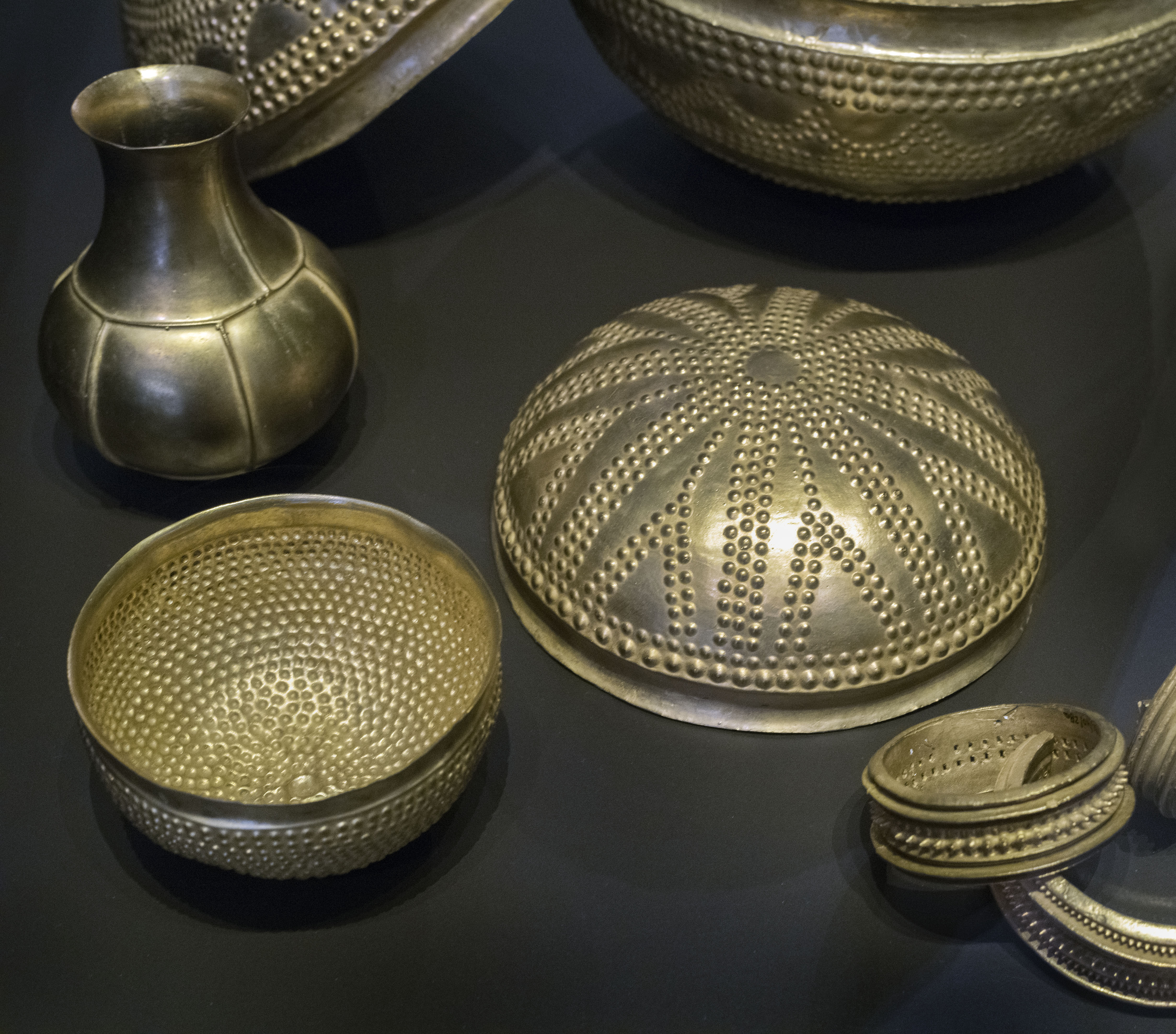
Tesoro de Villena (Alicante)

## Belege
1. ↑  Der wertvolle historische Goldfund in Eberswalde. In: Salzburger Volksblatt, 1. Juni 1913, S. 19 (online bei ANNO). (Mit Fotos des Schatzes sowie des Finders.)
2. ↑  Süddeutsche Zeitung: Eberswalder Schatz. Abgerufen am 24. März 2020.
3. ↑  Carl Schuchhardt: Alteuropa. Die Entwicklung seiner Kulturen und Völker. Walter de Gruyter, Berlin 1941, S. 244.
4. ↑  museum-digital Brandenburg – Museum Eberswalde – Sammlung: „Goldschatz von Eberswalde“. museum-digital brandenburg, 27. Oktober 2016, archiviert vom Original am 27. Oktober 2016.
5. ↑  Antike Goldfunde in Deutschland. Ein Geschenk für Kaiser Wilhelm. In: Illustrirtes Wiener Extrablatt, 24. Mai 1913, S. 9 (online bei ANNO).
6. ↑  Die Goldfunde bei Eberswalde. In: Neue Freie Presse, 24. Mai 1913, S. 10 (online bei ANNO).
7. ↑  Frauke Hinrichsen: Goldschatz von Eberswalde: Ein alter Pott voller Gold. Berliner Zeitung, 30. Juni 2013, archiviert vom Original am 30. Juni 2013.
8. ↑  Siehe Gold, Silber, Bronze. Beitrag von Urs Willmann auf Zeit Online vom 24. Oktober 2023.
9. ↑  Märkische Oderzeitung. 24. Oktober 2006.
10. ↑  Boris Kruse: „Goldtag“ gilt Original und Fälschung. In: Märkische Oderzeitung. 14. Mai 2013, archiviert vom Original (nicht mehr online verfügbar).

Koordinaten: 52° 50′ 46,26″ N, 13° 43′ 22,79″ O